# Leionuncia levis
Genre
Espèce
Leionuncia levis, unique représentant du genre Leionuncia, est une espèce d'opilions laniatores de la famille des Triaenonychidae.

## Distribution
Cette espèce est endémique de Tasmanie en Australie.

## Description
Le mâle holotype mesure 3,60 mm et la femelle paratype 3,83 mm.

## Publication originale
- Hickman, 1958 : « Some Tasmanian harvestmen of the family Triaenonychidae (sub-order Laniatores). » Papers and proceedings of the Royal Society of Tasmania, vol. 92, p. 1–116 (texte intégral).